# Partisans Soviéticos

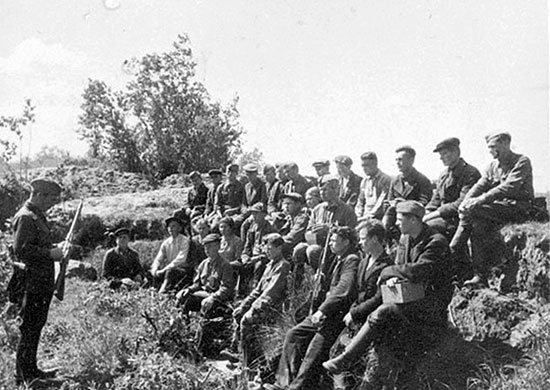
Escola de Treinamento Partisans

Os Partisans Soviéticos foram membros dos Movimentos de resistência que participavam de guerrilhas contra as Forças do Eixo na União Soviética, regiões que mais tarde se tornariam os territórios de ocupação soviética na Polônia e na Finlândia. Essa atividade se iniciou após a Operação Barbarossa durante a Segunda Guerra Mundial, e de acordo com a Grande Enciclopédia Soviética ela foi coordenada pelo governo soviético e baseado no Exército Vermelho. Os Partisans fizeram contribuições significantes na guerra, como impedindo os alemães de explorarem economicamente as zonas ocupadas, ajudando o exército soviético ao derrubar o sistema de comunicação alemão, distribuíam panfletos e jornais para a população local, e ao causar insegurança nas forças alemãs.
No período de 1941-1944, mais de 6200 unidades partisan operavam no território soviético. O número de partisans e guerreiros chegava a cerca de 550.000 insurgentes . Mais de 184 mil partisans foram premiados com várias insígnias soviéticas e 249 foram laureados com a medalha de Herói da União Soviética. Apenas na Bielorrússia, mais de 44000 de partisans e 37000 agentes secretos foram mortos entre 1941 e 1944.

## Formação da resistência soviética anti-Alemã
Após a Invasão da Polônia pela Alemanha Nazista, evento que marcou o início da Segunda Guerra Mundial, a União Soviética invadiu regiões ao leste da Segunda República Polonesa, e anexou ao seu território certca de 201,015 quilômetros quadrados, com uma população de 13 299 000 habitantes incluindo bielorrussos étnicos, ucranianos, poloneses, tchecos, judeus e outros grupos menores.Pesquisas nos registros soviéticos apontam que as forças Soviéticas controlaram regiões da República Polonesa que possuía uma "população de mais de 13 milhões, incluindo mais de 5 milhões de poloneses e cerca de 4 milhões de ucranianos 1 800 000 bielorrussos."
O programa da guerra partisan foi formado em Moscou após o ataque alemão contra a União Soviética em 1941. Documentos de Julho de 1941, e outros documentos do Conselho do Comissariado do Povo e do Partido Comunista da União Soviética pediam por uma formação de forças partisans e outros grupos nos territórios ocupados pelos alemães. Josef Stalin repetiu seus comandos para o povo em seu discurso pelo rádio em 3 de julho de 1941, e nomeou a si mesmo como comandante do Exército Vermelho em 20 de 1941.
Em 1941, os principais núcleos partisans eram formados pelos soldados do Exército Vermelho de unidades destruídas na primeira fase da Operação Barbarossa, integrantes de batalhões de destruição, integrantes locais do Partido Comunista e ativistas da Komsomol. As unidades mais comuns nesse período eram os Destacamentos. Os primeiros destacamentos comandos por oficiais do Exército Vermelho e integrantes do Partido Comunista  foram formados nos primeiros dias da guerra entre ex-aliados da Alemanha e a União Soviética, incluindo o destacamento Starasyel'ski do Major Dorodnykh no distrito de Zhabinka (em 23 de junho de 1941) e o destacamento de Pinsk de Vazily Korzh (em 26 de junho de 1941). As primeiras medalhas de Herói da União Soviética foram entregues em 6 de agosto de 1941 (aos comandantes Pavlovskiy e Bumazhkov). Vários partisans se lançaram de paraquedas em territórios ocupados pela Alemanha no verão de 1941. Grupos urbanos foram formados como forças complementares a grupos partisans, que operavam em áreas rurais. Em 1941, mais de 2000 destacamentos partisans operavam nos territórios ocupados.
Entretanto, as atividades das forças partisans não eram coordenadas centralmente ou recebiam suprimentos até a primavera de 1942. Com a intenção de coordenar as operações partisans, o Quartel General do Movimento Partisan, sob o comando da Stavka, comandado por Panteleimon Ponomarenko, e inicialmente comandado por Kliment Vorochilov foi organizado em 30 de maio de 1942. O comando possuía ligações com os conselhos militares dos frontes e das diferentes formações do exército. Comandos territoriais foram posteriormente criados, lidando com  movimentos partisans nas Repúblicas Soviéticas e também nas províncias ocupadas na República Socialista Federativa Soviética da Rússia.
Várias formações autointituladas partisans soviéticos operaram fora do território soviético - geralmente formada por cidadãos que fugiram dos campos de concentração nazistas. Um exemplo dessas formações foi Rodina ("Pátria mãe") que agiu na França. Em 1944 partisans proveram ajuda "proletária internacional" ao povo dos territórios ocupados pela Alemanha na Europa Central, com sete formações unidas e 26 destacamentos maiores operando na Polônia, e 20 formações unidas operando na Checoslováquia.

## Áreas de operação

### Bielorrússia
Pelas estimativas soviéticas, em agosto de 1941, haviam cerca de 231 destacamentos partisans operando. Forças formadas e transferidas para a Bielorrússia totalizavam 437 no fim de 1941, compreendendo mais de 7.200 pessoas  Entretanto, como o fronte movia-se rapidamente, as condições pioravam para os partisans, com os recursos esgotando-se e não havia ajuda de além do fronte até março de 1942. Uma dificuldade em particular era a falta  de comunicação por rádio, problema que só veio a se resolver em abril de 1942. Uma pesquisa polonesa aponta que os partisans não eram apoiados pelos locais. A força e viabilidade dos partisans dependia diretamente do apoio da população local, a qual ajudava partisans com novos guerreiros, provendo comida e roupas, coletando munições e armas. Sem o suporte da população local, o movimento partisan não teria sido viável. Reservas de reposição partisan vinham da população Havia uma falta de suporte em massa por parte dos bielorrussos. De acordo com uma declaração do ministro dos territórios ocupados, Rosenberg: "Como resultado de 23 de domínio Bolchevique, a população da Bielorrússia está tão infectada pela visão de mundo dos Bolcheviques que não há condições organizacionais ou pessoais para um governo próprio. Não há razões positivas para confiar na Bielorrússia"